# تجزئة (نظرية الأعداد)

مخططات يونغ associated to the partitions of the positive integers 1 through 8. They are arranged so that images under the reflection about the main diagonal of the square are conjugate partitions.

Partitions of n with biggest addend k

في نظرية الأعداد وفي التوافقيات، تجزئة (بالإنجليزية: Partition)‏ عدد طبيعي هي طريقة لكتابة هذا العدد على شكل مجموع أعداد طبيعية. مجموعان يختلفان فقط في ترتيب حدودهما، يعتبران نفس المجموع. على سبيل المثال، يكتب 4 على شكل خمسة مجاميع مختلفة وهي:
4,     3 + 1,     2 + 2,     2 + 1 + 1,     1 + 1 + 1 + 1.